# 黑白之吻
「モノクロのキス」台灣翻譯又稱「黑白之吻」、由日本的視覺系樂團・SID的總創作的第12張作品及主流創作的第一張單曲 。於2008年10月29日販售。

## 概要
TBS系動畫『黑執事』的第一季片頭曲、配合A版作品人物謝爾·凡多姆海伍、B版作品同名字賽巴斯欽·米卡艾利斯的作者樞簗的畫風加入明信片。這也是SID第一次以自家作品配合動畫的創作。初回限定盤的A、B版本不同的影像收錄於DVD及動畫原創者樞簗新的明信片畫風之C版則以動畫原創影像收錄、各版本歌曲皆同。
一開始發售便遠遠超過目前為止成績最好的「涙の温度」、也成功排名至第4名。此創作也得到第31介的動畫音樂大賞。
2009年1月21日的同時、「モノクロのキス/黒執事ver.」重新販售。以動畫原創者樞簗所畫之動畫封面販售。
現今將以單曲M-3的演唱會音源收錄。

## 收錄作品
（全作詞：マオ）
1. モノクロのキス [3:58]
作曲：Shinji、編曲： シド・西平彰
  - TBS系動畫『黒執事』的片頭曲
2. season [4:20]
作曲：御恵明希、編曲：シド
3. and boyfriend（Live at 代代木第一體育館） [4:15]
作曲：ゆうや、編曲：シド & 西平彰 & Sakura

### 黒執事ver.收錄曲
1. モノクロのキス
2. モノクロのキス（TV動畫前期OPver.）
3. モノクロのキス（TV動畫後期OPver.）
4. モノクロのキス（Instrumental）

## 收錄Album 專輯
『hikari』 (#1)

## 外部連結
- 出處為SONY音樂娛樂公司介紹頁所提供
  - 初回限定盤A
  - 初回限定盤B
  - 通常盤
  - 期間限定盤